# Viktor Putjatin
Viktor Pavlovytj Putjatin (ukrainska: Віктор Павлович Путятін), född 12 september 1941 i Charkiv, Ukrainska SSR, Sovjetunionen, död 2 november 2021 i Kiev, var en ukrainsk fäktare som tävlade för Sovjetunionen.
Han tog OS-silver i herrarnas lagtävling i florett i samband med de olympiska fäktningstävlingarna 1972 i München.